# Salfit
Salfit (en árabe: سلفيت‎: سلفيت), también conocido como Salfeet, es una ciudad palestina en la Cisjordania central.
Salfit está ubicada a una altitud de 570 metros (1,870 pies), y cerca de ella se ha construido el asentamiento israelí de Ariel, considerado ilegal por la ONU y toda la comunidad internacional. Según la Oficina Central de Estadísticas de Palestina (PCBS), la población estimada de Salfit a mediados de 2023 era de 12.426 habitantes. Ha sido administrada por la Autoridad Nacional Palestina desde el Acuerdo Provisional sobre Cisjordania y la Franja de Gaza de 1995 y es la sede administrativa de la Gobernación de Salfit desde entonces.

## Etimología
Según la Cámara de Comercio local, la palabra "Salfit" es una palabra cananita que significa "cesta de uvas" (sal signicaría cesto y fit equivaldría a uvas). Palmer sugirió en 1881 que el nombre posiblemente significaba "campo nivelado y sembrado".

## Historia
Se han encontrado fragmentos de cerámica de la Edad de Hierro I y de la Edad de Hierro II, así como de las épocas persa, helenística y romana, aunque no se han hallado restos de la época bizantina.
Según Ronnie Ellenblum, Salfit fue repoblado durante la etapa musulmana temprana (siglos VII-XI) y permaneció activo durante toda la época cruzada. En los siglos XII y XIII, Salfit estaba habitado por musulmanes. Se han encontrado restos de cerámica de las épocas cruzada, ayubí y mameluca.

### Época Otomana
En 1517, los otomanos incorporaron el pueblo de Salfit a su imperio junto con el resto de Palestina, y se han encontrado fragmentos de cerámica otomana en la zona. En 1596, aparecía en los registros de impuestos otomanos (bajo el nombre de Salfit al-Basal) como una nahiya (subdistrito) de Jabal Qubal, en el liwa (distrito) de Nablus. Tenía una población de 118 hogares y dos solteros, todos musulmanes, y pagaba impuestos sobre trigo, cebada, cultivos de verano, olivas, cabras y/o colmenas.
Durante este periodo, sirvió como centro geográfico de las aldeas locales, y era uno de las muchas grandes ciudades comerciales de la zona que cumplía una función intermedia entre el centro administrativo de Nablus y las aldeas más pequeñas. En 1882, el Fondo para la Exploración de Palestina describió Salfit en su Estudio sobre Palestina Occidental como un gran pueblo en terreno alto, con olivares a su alrededor y un estanque al este. Parece ser un antiguo lugar con tumbas excavadas en la roca." También apuntó que existían dos manantiales al oeste del pueblo.
En 1916, hacia el final de la época otomana en Palestina, Salfit era uno de los dos pueblos más grandes que producían aceite de oliva en el Distrito de Nablus. Por aquella época se registraron tensiones entre los residentes del pueblo y los mercaderes del núcleo administrativo de Nablus. La escuela de niños tenía unos 100 alumnos aproximadamente mientras que la escuela de niñas tenía 10 alumnas. Uno de los motivos de esta disparidad fue la invasión de langostas que había destruido los cultivos de Salfit el año anterior. Debido a la pobreza y a las muertes que ocasionó, los padres de familia mantuvieron a sus hijas en casa para que cuidaran de las familias.

### Mandato Británico de Palestina
En el censo de Palestina de 1922, llevado a cabo por las autoridades del Mandato Británico, Salfit tenía una población de 901 habitantes; 899 de ellos eran musulmanes y 2 cristianos. Su población había crecido en el censo de 1931, año en el que Salfit tenía una población de 1.415 personas que vivían en 331 casas. De ellas, 1.412 eran musulmanes y 3 cristianos.
En 1945 la población de Salfit era de 1.830 habitantes, todos musulmanes, mientras que su superficie total era de 23.117 dunams (2.311,7 hectáreas) según una encuesta oficial de tierra y población. De estos, 10.853 dunams se usaban para plantaciones y tierra irrigable, 3.545 para cereales, y 100 dunams estaban clasificados como zona urbana.

### Ocupación Jordana
En 1948, Salfit era el centro del Partido Comunista de Palestina. Durante los años cincuenta se convirtió en un baluarte del movimiento comunista y en el centro de la actividad contra la ocupación jordana (Jordania se había anexionado Cisjordania después de la Guerra árabe-israelí de 1948). Salfit consiguió el estatuto de municipio en 1955.

### Ocupación Israelí
Hacia 1989, Salfit era todavía un bastión comunista. Entre la ocupación israelí que comenzó tras la Guerra de Seis Días de 1967 y la Primera Intifada, la revuelta palestina que empezó en 1987, un número relativamente alto de los habitantes de la ciudad (aproximadamente 600 de un total de 4.500) trabajaba en Israel o en el asentamiento israelí de Ariel. Esta proporción de trabajadores en Israel o en sus asentamientos era mayor a la media palestina, debido principalmente a la proximidad de los asentamientos y de la frontera israelí, así como a los mejores salarios ofrecidos allí.
Sin embargo, al comienzo de la Primera Intifada casi todos los trabajadores boicotearon sus trabajos en Israel y al año siguiente, cuando muchos otros palestinos terminaron su boicot, en torno a la mitad de los trabajadores de Salfit rechazaron regresar a sus antiguos puestos de trabajo. Por lo tanto, según el historiador Glenn E. Robinson, entre 1987 y 1989 tuvo lugar una "auténtica revolución verde" en la ciudad a raíz del entusiasmo generado por el "movimiento de vuelta a la tierra", por la pericia agrícola y por el incremento de trabajadores disponibles. Mientras que, con anterioridad a la revuelta, los habitantes de Salfit compraban la mayoría de sus productos en la región de Nablus y en Israel, durante la revuelta la ciudad se hizo autosuficiente tanto en tomates (que jamás se habían cultivado con anterioridad) como en pepinos. Otros productos agrícolas como patatas, berenjenas, pimientos, coliflores y alubias se comenzaron a cultivar en invernaderos, y aquellos productos que no se cultivaban se adquirían de otros agricultores palestinos. A diferencia de años anteriores, Salfit suministró de verduras a Nablus mientras aquella estuvo bajo toque de queda israelí. Este resurgimiento de la producción agrícola supuso también el cultivo de unos 100 dunams (10 hectáreas) de terrenos relativamente aislados. En respuesta a la iniciativa agrícola de Salfit, Israel redujo a la mitad el suministro de agua de la ciudad en 1989.

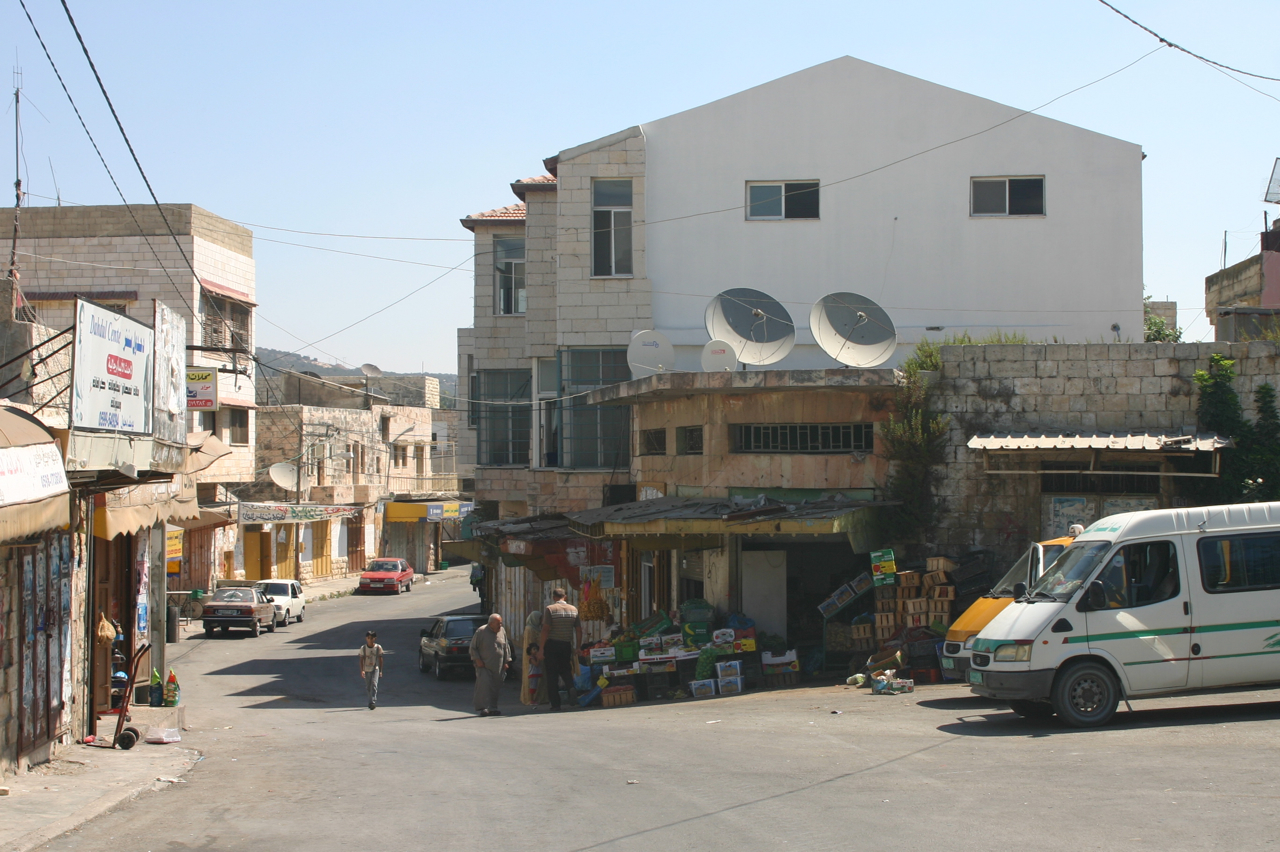
Calle de Salfit, 2010

Como consecuencia de una medida militar israelí que cerró todas las escuelas de Cisjordania el 3 de febrero de 1988 bajo el pretexto de que servían para organizar actos violentos, una serie de "comités de educación popular" nacieron en la ciudad. Estos comités organizaron clases en lugar de las escuelas clausuradas. Las familias afiliadas al movimiento conservador Hamás enviaron a sus hijos a las clases que se organizaban en la mezquita, mientras que aquellos que se inclinaban hacia comunismo y el laicismo enviaron a sus niños a un edificio del sindicato local. Las clases organizadas en la mezquita se consideraron particularmente progresistas debido a la integración de género que las caracterizó.
Entre los años sesenta y finales de los ochenta, el crecimiento urbano de Salfit tuvo lugar principalmente desde la ciudad vieja hacia el este. La ciudad vieja todavía servía como núcleo de la actividad diaria en Salfit y las casas de piedra de los clanes Zir y 'Afana aún permanecen allí.
En 1993, el ala militar de Hamás anunció que había lanzado su primera operación suicida en Salfit. En 1995, la Autoridad Nacional Palestina (PNA), que ahora era la encargada de administrar la ciudad, decidió que el distrito de Salfit obtuviera el estatus de gobernación.
El 23 de noviembre de 2016, una joven palestina de 18 años, llamada Samah Abdellah y residente en una aldea del sur de Salfit, murió de un disparo en la cabeza efectuado por un soldado israelí desde una torre de vigilancia. El coche en el que viajaba junto con su padre, su madre y dos de sus hermanos fue acribillado por soldados israelíes situados tanto en una parada de autobús como en una torre de vigilancia. El 12 de mayo de 2017, otro joven residente de Salfit llamado Sabaa Obeid, de 22 años, murió por un disparo de un francotirador israelí en la cadera. El joven tomaba parte en la manifestación semanal del pueblo de Al-Nabi Saleh, una protesta contra la captura por parte de colonos israelíes de un manantial y diversos terrenos municipales.El 12 de marzo de 2019, Muhammad Jamil 'Abd al-Fatah Shahin, un joven palestino de 23 años, murió por disparos de soldados israelíes durante una incursión en Salfit para incautar cámaras de seguridad de los negocios y las viviendas particulares.

## Demografía

Gobernación de Salfit

Según el censo de 1997, desarrollado por la Oficina Central de Estadísticas de Palestina (PCBS), la población de Salfit era de 7.101 habitantes. Casi el 13% de los residentes estaban registrados como refugiados. La distribución de género era de un 50,6% de varones y un 49,4% de mujeres. Poco más de la mitad de los residentes eran menores de 24 años, el 45% se hallaba en la franja de edad de 25-65 y el 5% restante era mayor de 65 años.
En el censo de 2007, la población de Salfit alcanzó los 8.796 habitantes, mientras que el número de casas ascendió hasta las 1.840. En Salfit vivían prácticamente las mismas mujeres que hombres. La distribución de edad era de un 48,9% por debajo de los 20 años, un 46,6% en la franja de edad comprendida entre los 20 y los 65 años, y un 4,1% por encima de los 65. Alrededor del 48% de los residentes mayores de 12 años estaban casados, el 3,6% eran viudos y menos de un 1% estaban divorciados.La Oficina Central de Estadísticas de Palestina calculaba la población de Salfit en 12.426 habitantes a mediados de 2023.

## Economía

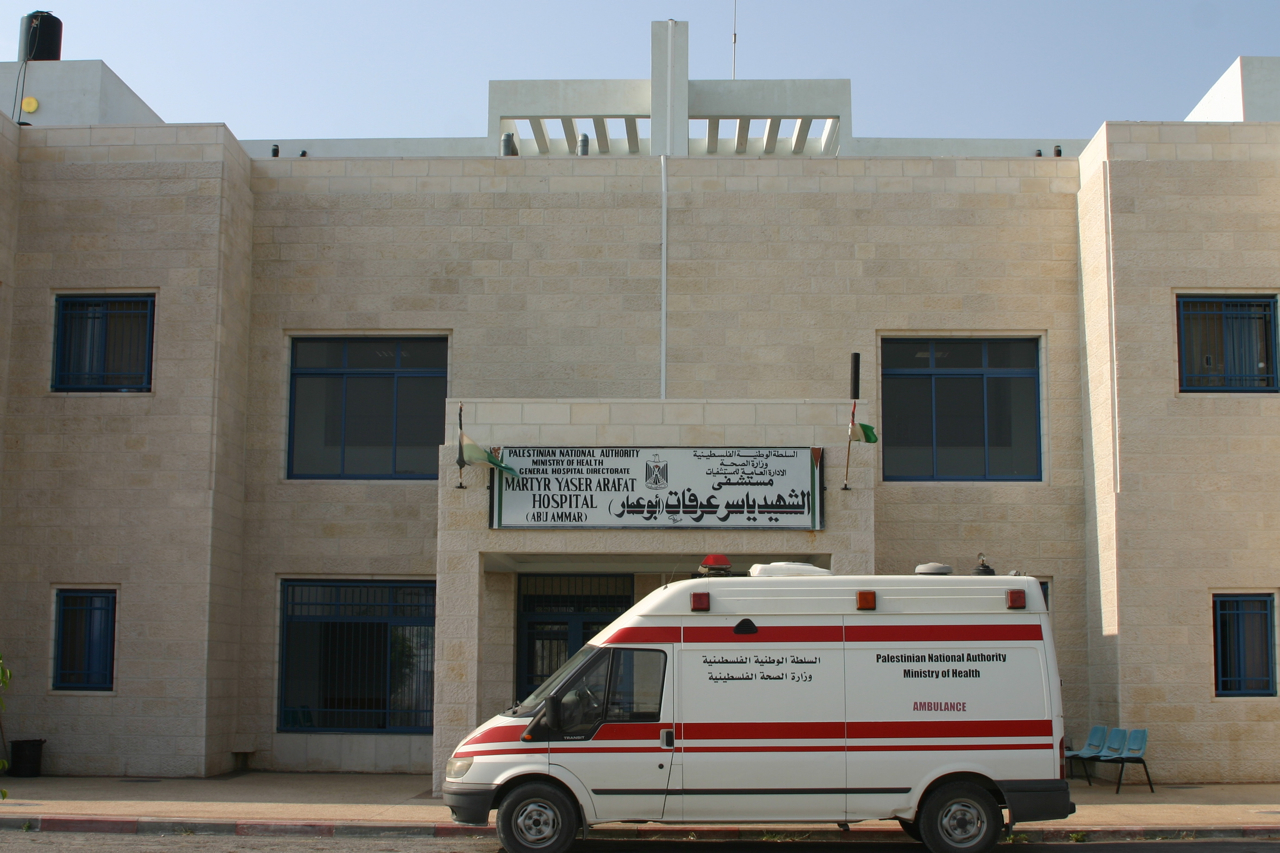
Hospital de Salfit, 2010

Salfit es un centro administrativo y comercial importante para las docenas de pueblos y aldeas que lo rodean. Sin embargo, la ruta para palestinos desde las dependencias del norte de Salfit ha sido cerrada por el ejército de Israel porque una circunvalación para el asentamiento de Ariel cruza la carretera principal. Hay varias oficinas e instituciones gubernamentales en la ciudad. Cuatro modernas escuelas y el campus abierto de la Universidad de Al-Quds se encargan de dar servicios educativos a la ciudad. La Gobernación de Salfit también es conocida en el campo del corte de piedra y mármol. En el extremo oriental de Salfit se ha establecido una zona industrial sobre unos 200 dunams (20 hectáreas) de terreno.
La Gobernación de Salfit es la mayor productora de aceite de oliva de Palestina, con una producción de unas 1.500 toneladas anuales. Zaytoun, la Asociación Palestina de Olivares, se coordina con los Comités Palestinos de Ayudas Agrícolas (PARC) en Salfit para mejorar la calidad y las ventas del Aceite de Oliva Palestino.

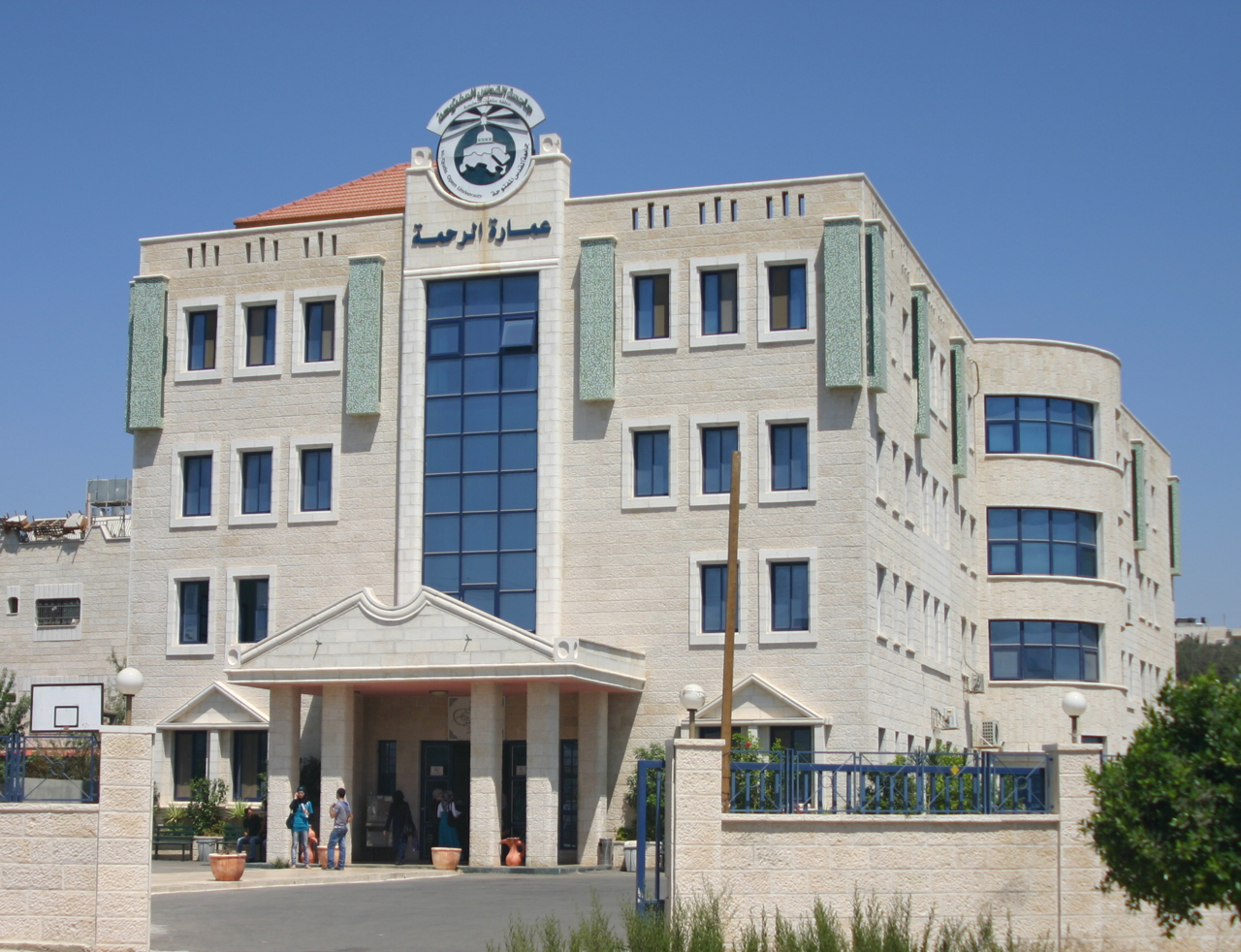
El campus abierto de la Universidad de al-Quds. Salfit, 2010.

El 30 de mayo de 2008, el Consulado General de los EE. UU. en Jerusalén donó 700 libros y 100 revistas para una nueva biblioteca en el Centro de Enseñanza Comunitario de Salfit, y a la ceremonia asistió un responsable del Ministerio de Juventud y Deportes, Hussein Azzam, así como el Gobernador de Salfit, Nawaf Souf. El centro está emplazado en la calle al-Madares y fue inaugurado por Ayuda Internacional a las Escuelas Online (RISOL) en 2007.
El Hospital de Salfit terminó de construirse en 2006. Antes de su inauguración, los hospitales más cercanos eran los de Nablus, Tulkarem y Ramala, todos a más de una hora de distancia en coche.

### Planta de tratamiento de aguas
Hay un gran número de manantiales de agua en y alrededor de la ciudad pero resultan insuficientes para asumir la creciente demanda de la ciudad. Durante los últimos nueve años, el municipio ha estado intentando construir una planta de tratamiento de aguas residuales para dar servicio a los residentes de la ciudad de Salfit. En julio de 2007, la Casa del Agua y el Medio Ambiente (HWE) de Ramala produjo un informe denominado “Valoración del Impacto de las Fuentes de Contaminación en el Agua y en las Vidas de los Residentes de la Cisjordania Septentrional (Palestina)”.
La planta iba a ser construida en tierras de la Gobernación de Salfit a unos 13 kilómetros de la ciudad. El municipio recibió una subvención de 22 millones de euros del gobierno alemán para construir la planta y un tubo principal que la uniera con la ciudad, pero el ejército israelí detuvo la construcción del edificio e incautó todo el equipamiento porque supuestamente interfería con los asentamientos israelíes cercanos. Israel no devolvió el equipamiento hasta 18 meses después. Como consecuencia, la ciudad tuvo que sacar un préstamo para comprar una nueva parcela de tierra ocho kilómetros más cerca y otro préstamo de 2 millones de euros para trasladar los tubos y los cables eléctricos. A pesar de que Israel aprobó esta nueva ubicación, está previsto que el Muro de Cisjordania separe en un futuro a Salfit de su planta de tratamiento de aguas.
En mayo de 2006, se convocó a organizaciones de derechos humanos internacionales para presenciar cómo el alcantarillado del asentamiento de Ariel vertía en los valles agrícolas al norte de Salfit y dañaba la agricultura y el medio ambiente circundantes.
En junio de 2016, en pleno mes del Ramadán, Salfit y otras ciudades cercanas tuvieron que subsistir sin agua corriente durante semanas por las restricciones impuestas por la compañía israelí Mekorot a la cantidad de agua vendida a los palestinos. Los asentamientos israelíes cercanos no sufrieron restricción alguna y pudieron incluso llenar sus piscinas.